# Imelda Molokomme
Imelda Mishodzi Molokomme là một nhà hoạt động nữ quyền và nhà phát triển cộng đồng người Botswana, "nổi tiếng với vai trò tích cực trong chương trình nghị sự về giới tính". Molokomme kết hôn năm 17 tuổi và không có bất cứ bằng đại học nào cho đến khi bà 42 tuổi và con gái của cô, Athaliah Molokomme, Tổng chưởng lý của đất nước, là một trong những giảng viên của bà.

## Đầu đời
Imelda Mishodzi Molokomme sinh ra ở Botswana, nhưng đã chuyển đến Cape Town cùng với cha khi bà bốn tuổi. Bà trở về Botswana để được học tại trường cấp hai ở Mochudi, nơi bà là cô gái duy nhất trong lớp. Molokomme đã không có bằng đại học nào cho đến khi bà 42 tuổi và đăng ký học tại Đại học Botswana, nơi con gái của bà, Athaliah Molokomme, Tổng chưởng lý của Botswana, là một trong những giảng viên của bà.

## Nghề nghiệp
Năm 2002, bà là đồng tác giả của cuốn sách Thúc đẩy cách tiếp cận tích hợp để chống lại bạo lực trên cơ sở giới tính: Sách hướng dẫn đào tạo, được xuất bản bởi Ban thư ký Khối thịnh vượng chung, cũng phát hành miễn phí trên mạng.
Vào tháng 2 năm 2007, Molokomme đã được bầu làm chủ tịch mới của Emang Basadi, bởi các thành viên của tổ chức phụ nữ Botswana, với Diana Leagajang được bầu làm phó chủ tịch, đánh bại Rhoda Sekgoroane.
Vào năm 2014, bà đã bình luận về phong trào phụ nữ ở Botswana, "Có vẻ như phụ nữ đã từ bỏ và đầu hàng trước các sự kiện. Con số cao hơn trước và sau giai đoạn phụ nữ trở về từ Hội nghị Thế giới về Phụ nữ được tổ chức tại Bắc Kinh năm 1995 ".
Molokomme điều hành một công ty tư vấn ở Botswana chuyên đào tạo và huấn luyện phụ nữ trong chính trị và đoàn thể.

## Cuộc sống cá nhân
Molokomme kết hôn ở tuổi 17. Bà là mẹ của nữ Tổng chưởng lý đầu tiên của Botswana, Athaliah Molokomme.

## Ấn phẩm
- Thúc đẩy cách tiếp cận tích hợp để chống lại bạo lực trên cơ sở giới tính: Cẩm nang huấn luyện (2002) [2]